# Le Mans Series 2005
Le Mans Series 2005 kördes över fem omgångar.

## Tävlingskalender

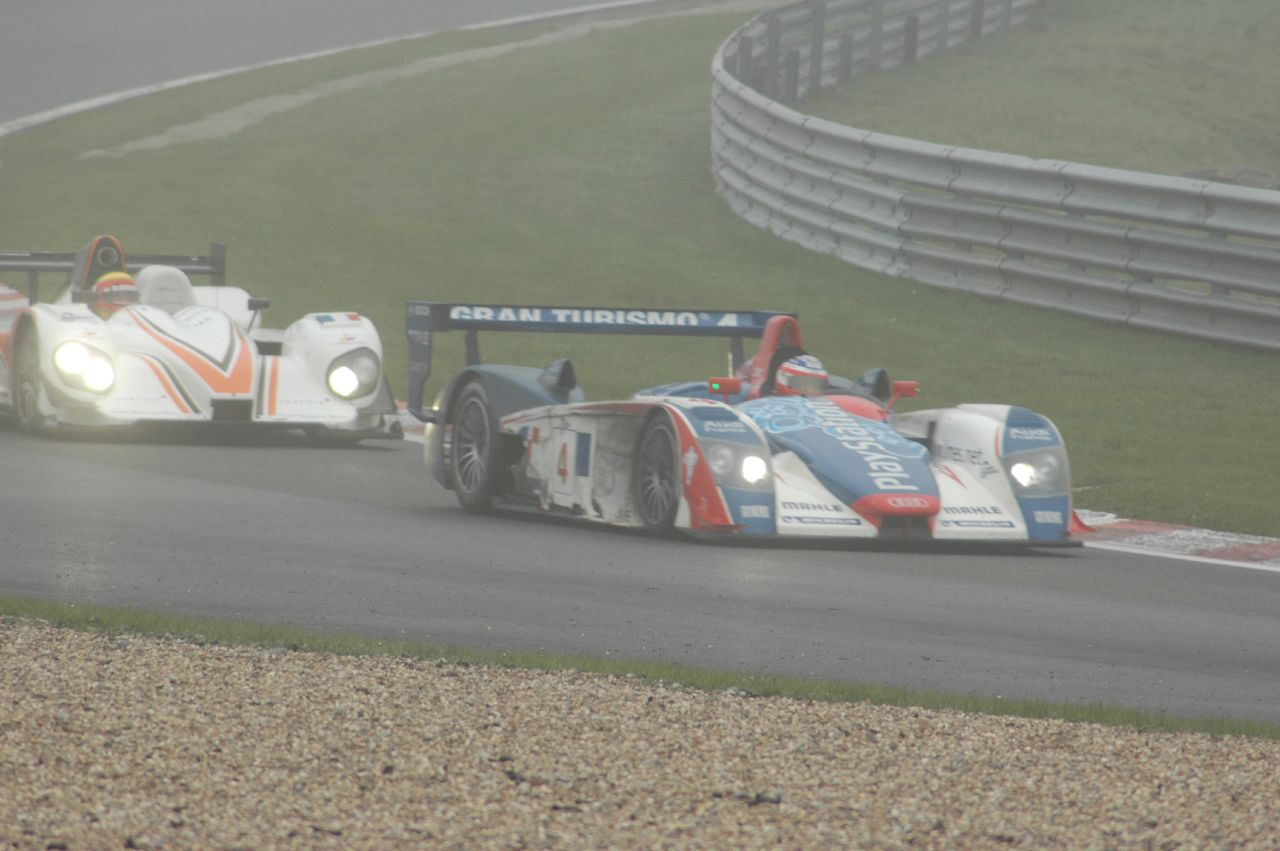
Spa 1000 km 2005.

| Datum       | Tävling             | Segrare LMP1 Team                            | Segrare LMP2 Team                              | Segrare GTS Team                                | Segrare GT Team              |
| Datum       | Tävling             | Segrare LMP1 Förare                          | Segrare LMP2 Förare                            | Segrare GT1 Förare                              | Segrare GT2 Förare           |
| ----------- | ------------------- | -------------------------------------------- | ---------------------------------------------- | ----------------------------------------------- | ---------------------------- |
| 17 april    | Spa 1000 km         | Zytek Motorsport                             | Chamberlain-Synergy                            | BMS Scuderia Italia                             | Team LNT                     |
| 17 april    | Spa 1000 km         | Hayanari Shimoda Casper Elgaard John Nielsen | Bob Berridge Peter Owen Gareth Evans           | Fabrizio Gollin Matteo Cressoni Miguel Ramos    | Jonny Kane Warren Hughes     |
| 10 juli     | Monza 1000 km       | Pescarolo Sport                              | Paul Belmondo Racing                           | BMS Scuderia Italia                             | Sebah Automotive             |
| 10 juli     | Monza 1000 km       | Emmanuel Collard Jean-Christophe Boullion    | Karim Ojjeh Claude-Yves Gosselin Vincent Vosse | Christian Pescatori Michele Bartyan Toni Seiler | Marc Lieb Xavier Pompidou    |
| 13 augusti  | Silverstone 1000 km | Audi Team Oreca                              | Paul Belmondo Racing                           | MenX                                            | Sebah Automotive             |
| 13 augusti  | Silverstone 1000 km | Stéphane Ortelli Allan McNish                | Karim Ojjeh Claude-Yves Gosselin Vincent Vosse | Robert Pergl Jaroslav Janiš Peter Kox           | Marc Lieb Xavier Pompidou    |
| 4 september | Nürburgring 1000 km | Zytek Motorsport                             | Horag-Lista Racing                             | Convers Team                                    | Sebah Automotive             |
| 4 september | Nürburgring 1000 km | Hayanari Shimoda Tom Chilton                 | Didier Theys Eric van de Poele                 | Darren Turner Robert Bell                       | Marc Lieb Xavier Pompidou    |
| 13 november | Istanbul 1000 km    | Pescarolo Sport                              | RML Group                                      | BMS Scuderia Italia                             | Scuderia Ecosse              |
| 13 november | Istanbul 1000 km    | Jean-Christophe Boullion Emmanuel Collard    | Mike Newton Thomas Erdos                       | Christian Pescatori Michele Barytan Toni Seiler | Andrew Kirkaldy Nathan Kinch |

## Slutställning
| Klass | Team                           | Bil                       |
| ----- | ------------------------------ | ------------------------- |
| LMP1  | Pescarolo Sport                | Pescarolo C60 Hybrid-Judd |
| LMP2  | Chamberlain-Synergy Motorsport | Lola B05/40-AER           |
| GT1   | BMS Scuderia Italia            | Ferrari 550-GTS Maranello |
| GT2   | Sebah Automotive Ltd.          | Porsche 911 GT3-RS        |